# وودزیمیز زیلینسکی
وودزیمیز زیلینسکی (انگلیسی: Włodzimierz Zieliński؛ زادهٔ ۲۹ مارس ۱۹۵۵) بازیکن هندبال اهل لهستان است.